# Church Island
Church Island är en ö i republiken Irland.   Den ligger i grevskapet Sligo och provinsen Connacht, i den norra delen av landet, 170 km nordväst om huvudstaden Dublin. Church Island ligger i sjön Lough Gill.